# 晨間新聞列表
晨間新聞，泛指於早上六點至九點播出的新聞報道節目，在英語圈也常稱為早餐節目（Breakfast television）。
內容除了新聞報導以外，有別於其他時段，通常還會有更多比例的生活及藝文訊息。

## 中国大陆
- 中国中央电视台
  - 综合频道与新闻频道于每天6:00联播的《朝闻天下》
  - 财经频道于每天7:00播出的《第一时间》
  - 中文国际频道于每天7:00播出的《中国新闻》、8:00播出的《今日环球》
  - 国防军事频道于每天7:30播出的《国防军事早报》
  - 少儿频道于周一至周五8:00播出的《新闻袋袋裤》(节假日和寒暑假期间除外)
  - CGTN于每天6:00、周二至六7:30、周日至一8:00播出的《今日世界》（The World Today）

- 由地方电视台制作的早间新闻节目详见中国各地方电视台早间新闻列表。

## 台灣
晨間新聞可以指：
- 台視
  - 主頻、新聞台於週一至週五07:00播出的《早安您好台視新聞》（若遇到主頻播出特別節目，當日晨間新聞僅在新聞台播出）
  - 主頻於週一至週五08:00播出的《早安台灣台語新聞》
  - 新聞台於每天08:00播出的《0800整點新聞》
  - 新聞台於週一至週五09:00播出的《早安最前線》
- 中視各頻道
  - 於每天07:00播出的《中視早安新聞》
  - 於每天08:00播出的《0800整點新聞》（僅新聞台播出）
- 華視
  - 主頻於週一至週六07:00播出的《Good morning 台灣》（平日因播出戲劇節目，週六重播《莒光園地》，主頻僅播到08:00）
  - 新聞資訊台於每天07:00播出的《Good morning 台灣》
- 公視
  - 主頻於每天07:00播出的《公視早安新聞》
  - 主頻於週一至週五08:00播出的《公視手語新聞》
  - 台語台於每天09:00播出的《公視早起新聞》
- 大愛一台於每天06:30播出的《大愛早安新聞》
- 原住民族電視台於週六至週日08:00播出的《看見族語》（晨間版）
- 年代新聞台於每天07:00播出的《年代早報》
- 東森電視
  - 新聞台於每天05:55播出的《HELLO！台灣》
  - 財經新聞台於週一至週五06:00播出的《57股MORNING》
- 中天電視
  - 新聞台於每天06:00播出的《中天晨報》
- 民視
  - 無線台、新聞台、台灣台於每天05:59播出的《民視六點晨間新聞》
  - 無線台、新聞台、第一台、台灣台於每天06:59播出的《民視七點晨間新聞》
  - 新聞台於每天07:59播出的《晨間新聞看8點》
  - 新聞台於每天08:30播出的《國際早報》
- 三立電視
  - 新聞台於週一至週六05:55、週日05:50播出的《早安新鮮聞》
  - iNEWS於平日07:00播出的《iNEWS財經早報》
- TVBS
  - 新聞台、精采台於平日06:00、週末07:00播出的《早安台灣》（全國廣播同步播出，以《全國廣播 無線早報》的名稱播出（週一至週五07:00~07:15））
  - 新聞台於週六至週日06:00播出的《晨間6點新聞》
- 非凡電視
  - 新聞台於週一至週五05:55播出的《非凡六點晨間新聞》
  - 新聞台於週一至週五06:55播出的《非凡Morning Call》
- 壹電視新聞台
  - 於每天06:00播出的《0600整點新聞》
  - 於每天07:00播出的《透早新聞》
- 鏡電視
  - 新聞台於每天07:00播出的《早安進行式》
- 新唐人亞太台於週一至週五07:00播出的《早安新唐人》

## 香港
晨間新聞可以指：
- 無綫電視
  - 翡翠台、無綫新聞台於週一至週六06:00播出的《香港早晨》
  - 無綫新聞台於週日06:00播出的《晨早新聞》
- 有線寬頻開電視
  - HOY資訊台於週一至週五07:00、08:00播出的《Cable早晨》
- now TV/香港電視娛樂
  - now新聞台、now財經台及ViuTV於每天06:00播出的《Now早晨》，ViuTV命名為《早晨新聞》。
- 鳳凰衛視
  - 資訊台、香港台和中文台於每天早上07:00播出的《鳳凰早班車》
  - 香港台於每天早上07:00播出並於早上07:30重播的《鳳凰晨早新聞》，已停播，於2011年3月29日至2015年10月12日期間播出。但於2022年，新聞部連同資訊台全面改版，恢復早上新聞，並改名為《香港晨報》，已停播
- 香港衞視
  - 綜合台於每日08:00播出的《港視大直播》

## 澳門
晨間新聞可以指：
- 澳門廣播電視股份有限公司
  - 澳視澳門、澳門資訊頻道於週一至週六07:00播出的《早晨新聞》
  - 澳視澳門、澳門資訊頻道於週一至週六08:00播出的《澳門早晨》

## 南韓
- KBS
  - KBS第1頻道於週一至週六06:00播出的《新聞廣場（朝鲜语：KBS 뉴스광장）》
  - KBS第2頻道於星期一至五09:00播出的《KBS 晨間新聞時間（朝鲜语：KBS 아침뉴스타임）》
  - KBS第1頻道於週六07:50播出的《南北之窗（朝鲜语：남북의 창）》
  - KBS第1頻道於週日06:00、08:00播出的《KBS 新聞 (KBS 뉴스)》
  - KBS第1頻道於週日08:10播出的《周日诊断直播（朝鲜语：일요진단 라이브）》
- SBS
  - SBS TV於週一至週六06:00播出的《Morning Wide（朝鲜语：모닝와이드）》（SBS聯播網各成員台僅播出《Morning Wide》第2部分到07:10或07:20，清州廣播週四、週五不聯播《Morning Wide》第3部分）
  - SBS TV於週日06:00播出的《SBS 新聞（SBS 뉴스）》
- MBC
  - MBC於週一至週五06:00、週六07：00播出的《MBC今日新聞（朝鲜语：MBC 뉴스투데이）》
  - MBC於週日07:00播出的《MBC 新聞（MBC 뉴스）》
- TV朝鮮
  - TV朝鮮於週一至週五07:30播出的《TV CHOSUN新聞游行（朝鲜语：TV조선 뉴스퍼레이드）》
  - TV朝鮮於週一至週五09:00播出的《新通放通（朝鲜语：신통방통）》
- KNN於週一至週五07:35播出的《KNN Morning Wide（朝鲜语：KNN 모닝와이드）》
- 大邱廣播(TBC)於週一至週五07:05播出的《TBC早安新聞（朝鲜语：TBC 굿모닝뉴스）》
- 光州廣播(KBC)於週一至週五07:15播出的《KBC Morning Wide（朝鲜语：kbc 모닝와이드）》
- 江原民放(G1)於週一至週五07:15播出的《G1 News Line（朝鲜语：G1 뉴스라인）》
- 大田廣播(TJB)於週一至週五07:05播出的《TJB早間新聞（朝鲜语：TJB 아침뉴스）》
- 清州廣播(CJB)
  - CJB TV於週二和週三07:20至07:40、週四和週五07:40至08:00播出的《CJB Morning Wide（朝鲜语：CJB 7 뉴스）》
  - CJB TV於週四和週五08:00播出的《CJB Morning Wide（朝鲜语：CJB 모닝와이드）》
- 全州廣播(JTV)於週一至週五07:05播出的《JTV早間新聞（朝鲜语：JTV 아침뉴스）》
- 蔚山廣播(UBC)於週一至週五07:05播出的《UBC Morning Wide（朝鲜语：ubc 모닝와이드）》
- 濟州國際自由都市廣播(JIBS)於週一至週五07:25播出的《JIBS早間新聞（朝鲜语：JIBS 아침뉴스）》
- JTBC於週一至週五06:55播出的《JTBC早間新聞&（朝鲜语：JTBC 뉴스 아침&）》

## 日本
晨間新聞可以指：
- NHK綜合台於平日5:00－8:00播出的《NHK新聞 早安日本》
- 日本電視台於平日5:50－8:00播出的《ZIP!》
- 朝日電視台於平日5:50－8:00播出的《Good!Morning（日语：グッド!モーニング (テレビ番組)）》
- TBS電視台於平日5:20－8:00播出的《THE TIME,》
- 富士電視台於平日5:25－8:00播出的《鬧鐘電視》
- 東京電視台於平日5:45－7:05播出的《新聞早晨衛星》

## 泰國
- 7頻道於週一至週五07:30、週末04:40播出的《สนามข่าว 7 สี》（提供手語服務）

## 澳大利亞
晨間新聞可以指：
- 澳大利亞廣播公司主頻道及澳大利亞廣播公司新聞頻道
  - 星期一至五06:00播出的《新聞早餐》 (News Breakfast)
  - 星期六及星期日07:00播出的《周未早餐》 (Weekend Breakfast)

- 七號電視網主頻道
  - 星期一至五05:00播出的《7號電視網清晨新聞》 (7 Early News)
  - 星期一至五05:30播出的《日出》(Sunrise)
  - 星期六及星期日07:00播出的《周未日出》(Weekend Sunrise)

- 九號電視網主頻道
  - 星期一至五05:00播出的《9號電視網清晨新聞》 (Nine News Early Edition)
  - 星期一至五05:30播出的《今天》(Today)
  - 星期六及星期日07:00播出的《周未今天》(Weekend Today)

## 英國
- 英國廣播公司第一台、英国广播公司新闻频道於每天早上6:00播出的《BBC早餐》
- 英國独立电视台於每天6:00播出的《早安英国》

## 葡萄牙
- 葡萄牙廣播電視公司
  - 葡萄牙廣播電視公司第一台(RTP1)及葡萄牙廣播電視公司國際頻道(RTPi)
    - 星期一至五06:30播出的《早安葡萄牙》(Bom Dia Portugal)
    - 星期六、日08:00播出的《周未早安葡萄牙》(Bom Dia Portugal Fim de Semana)

## 美国
晨間新聞可以指：
- 哥伦比亚广播公司於星期一至星期五早上7:00至9:00播出的《CBS今晨》
- 全国广播公司於星期一至星期五早上7:00至9:00播出的《今天》
- 美国广播公司於星期一至星期五早上7:00至9:00播出的《早安美国》

## 新加坡
晨間新聞可以指：
- 亞洲新聞台於週六至週日早上07:00、08:00、09:00整播出的《Asia Now》
- 亞洲新聞台於週一至週五早上07:00整播出的《Asia First》
- 8頻道於週一至週五早上09:00整播出的《晨光第一线》

## 馬來西亞
晨間新聞可以指：
- RTM新闻頻道、TV1 HD於每日早上07:00播出的《Berita Pagi》
- RTM新闻頻道、TV1 HD於每日早上07:30播出的《Berita Pagi Sabah》
- RTM新闻頻道、TV1 HD於每日早上07:45播出的《Berita Pagi Sarawak》
- TV3於每日早上09:30播出的《Buletin Pagi》
- 八度空间於周一至五早上09:30播出《八度空间早晨新闻》
- RTM新闻頻道和TV1 HD於每日早上08:00播出的《Selamat Pagi Malaysia》